# Rząd Aleksandra Prystora
Rząd Aleksandra Prystora – gabinet pod kierownictwem premiera Aleksandra Prystora, utworzony 28 maja 1931. Gabinet został zwolniony 9 maja 1933.

## Rada Ministrów Aleksandra Prystora (1931–1933)
| Funkcja                                              | Nazwisko                     | Nazwisko              | Czas pełnienia funkcji | Czas pełnienia funkcji |
| Funkcja                                              | Nazwisko                     | Nazwisko              | Od                     | Do                     |
| ---------------------------------------------------- | ---------------------------- | --------------------- | ---------------------- | ---------------------- |
| Prezes Rady Ministrów                                |                              | Aleksander Prystor    | 28 maja 1931(dts)      | 10 maja 1933(dts)      |
| Minister poczt i telegrafów                          | Ignacy Boerner               | 28 maja 1931(dts)     | 12 kwietnia 1933(dts)  |                        |
| Minister wyznań religijnych i oświecenia publicznego | Sławomir Czerwiński          | 28 maja 1931(dts)     | 4 sierpnia 1931(dts)   |                        |
| Minister opieki społecznej                           | Stefan Hubicki               | 28 maja 1931(dts)     | 10 maja 1933(dts)      |                        |
| Minister rolnictwa                                   | Leon Janta-Połczyński        | 28 maja 1931(dts)     | 20 marca 1932(dts)     |                        |
| Minister reform rolnych                              | Leon Kozłowski               | 28 maja 1931(dts)     | 20 marca 1932(dts)     |                        |
| Minister komunikacji                                 | Alfons Kühn                  | 28 maja 1931(dts)     | 6 września 1932(dts)   |                        |
| Minister robót publicznych                           | Alfons Kühn                  | 20 marca 1932(dts)    | 30 czerwca 1932(dts)   |                        |
| Minister sprawiedliwości                             | Czesław Michałowski          | 28 maja 1931(dts)     | 10 maja 1933(dts)      |                        |
| Minister robót publicznych                           | Mieczysław Norwid-Neugebauer | 28 maja 1931(dts)     | 20 marca 1932(dts)     |                        |
| Minister                                             | Bronisław Pieracki           | 28 maja 1931(dts)     | 23 czerwca 1931(dts)   |                        |
| Minister spraw wewnętrznych                          | Bronisław Pieracki           | 23 czerwca 1931(dts)  | 10 maja 1933(dts)      |                        |
| Minister skarbu                                      | Jan Piłsudski                | 28 maja 1931(dts)     | 6 września 1932(dts)   |                        |
| Minister spraw wojskowych                            | Józef Piłsudski              | 28 maja 1931(dts)     | 10 maja 1933(dts)      |                        |
| Minister spraw wewnętrznych                          | Sławoj Składkowski           | 28 maja 1931(dts)     | 23 czerwca 1931(dts)   |                        |
| Minister spraw zagranicznych                         | August Zaleski               | 28 maja 1931(dts)     | 3 listopada 1932(dts)  |                        |
| Minister przemysłu i handlu                          | Ferdynand Zarzycki           | 28 maja 1931(dts)     | 10 maja 1933(dts)      |                        |
| Minister wyznań religijnych i oświecenia publicznego | Janusz Jędrzejewicz          | 23 sierpnia 1931(dts) | 10 maja 1933(dts)      |                        |
| Minister rolnictwa i reform rolnych                  | Seweryn Ludkiewicz           | 20 marca 1932(dts)    | 10 maja 1933(dts)      |                        |
| Minister                                             | Władysław Zawadzki           | 20 marca 1932(dts)    | 6 września 1932(dts)   |                        |
| Minister skarbu                                      | Władysław Zawadzki           | 6 września 1932(dts)  | 10 maja 1933(dts)      |                        |
| Minister spraw zagranicznych                         | Józef Beck                   | 3 listopada 1932(dts) | 10 maja 1933(dts)      |                        |
| Minister poczt i telegrafów                          | Emil Kaliński                | 15 kwietnia 1933(dts) | 10 maja 1933(dts)      |                        |

## W dniu zaprzysiężenia 28 maja 1931
- Aleksander Prystor – prezes Rady Ministrów
- Ignacy Boerner – minister poczt i telegrafów
- Sławomir Czerwiński – minister wyznań religijnych i oświecenia publicznego
- Stefan Hubicki – minister pracy i opieki społecznej
- Leon Janta-Połczyński – minister rolnictwa
- Leon Kozłowski – minister reform rolnych
- Alfons Kühn – minister komunikacji
- Czesław Michałowski – minister sprawiedliwości
- Mieczysław Norwid-Neugebauer – minister robót publicznych
- Bronisław Pieracki – minister
- Jan Piłsudski – minister skarbu
- Józef Piłsudski – minister spraw wojskowych
- Sławoj Składkowski – minister spraw wewnętrznych
- August Zaleski – minister spraw zagranicznych
- Ferdynand Zarzycki – minister przemysłu i handlu

## Zmiany w składzie Rady Ministrów
- 23 czerwca 1931
  - Odwołanie
    - Bronisława Pierackiego z urzędu ministra (powołany na ten urząd 28 maja 1931).
    - Sławoja Składkowskiego z urzędu ministra spraw wewnętrznych (powołany na ten urząd 28 maja 1931).

  - Powołanie:
    - Bronisława Pierackiego na urząd ministra spraw wewnętrznych.
- 4 sierpnia 1931 zmarł Sławomir Czerwiński, minister wyznań religijnych i oświecenia publicznego (powołany na ten urząd 28 maja 1931).
- 23 sierpnia 1931 powołano Janusza Jędrzejewicza na urząd ministra wyznań religijnych i oświecenia publicznego.
- 20 marca 1932
  - Zwolnienie z urzędu:
    - dr Leona Janty-Połczyńskiego ministra rolnictwa (powołany na ten urząd 28 maja 1931),
    - prof. dr Leona Kozłowskiego ministra reform rolnych (powołany na ten urząd 28 maja 1931),
    - gen. dyw. Mieczysława Norwid-Neugebauera ministra robót publicznych (powołany na ten urząd 28 maja 1931),

  - Mianowanie:
    - inż. Seweryna Ludkiewicza na urzędy ministra rolnictwa oraz ministra reform rolnych,
    - prof. Władysława Zawadzkiego, podsekretarza stanu w Ministerstwie Skarbu, na urząd ministra,
    - inż. Alfonsa Kühna na urząd ministra robót publicznych z pozostawieniem na urzędzie ministra komunikacji[5].
- 1 lipca 1932
  - w związku ze zniesieniem urzędu ministra robót publicznych, inż. Alfons Kühn zwolniony z tego urzędu, z pozostawieniem na urzędzie ministra komunikacji,
  - inż. Seweryn Ludkiewicz zwolniony z urzędów ministra rolnictwa i ministra reform rolnych i mianowany na urząd ministra rolnictwa i reform rolnych[6].
- 27 lipca 1932 Ministerstwo Pracy i Opieki Społecznej przekształcono w Ministerstwo Opieki Społecznej.
- 5 września 1932
  - Zwolnienie:
    - inż. Alfonsa Kühna z urzędu ministra komunikacji (powołany na ten urząd 28 maja 1931),
    - Jana Piłsudskiego z urzędu ministra skarbu (powołany na ten urząd 28 maja 1931),

  - mianowanie:
    - prof. Władysława Zawadzkiego na urząd ministra skarbu,
    - inż. Michała Butkiewicza kierownikiem Ministerstwa Komunikacji[7].
- 2 listopada 1932
  - Zwolnienie:
    - Augusta Zaleskiego z urzędu ministra spraw zagranicznych (powołany na ten urząd 28 maja 1931),

  - mianowanie:
    - płk dypl. art. Józefa Becka na urząd ministra spraw zagranicznych[8].
- 12 kwietnia 1933 zmarł inż. Ignacy Boerner, minister poczt i telegrafów (powołany na ten urząd 28 maja 1931).
- 15 kwietnia 1933 ppłk łącz. inż. Emil Kaliński mianowany ministrem poczt i telegrafów[9].